# Бијонсе
Бијонсе Жизела Ноулс Картер (енгл. Beyoncé Giselle Knowles-Carter; Хјустон, 4. септембар 1981) америчка је певачица, текстописац, глумица и предузетница. Музиком се почела бавити још од детињства. Прве веће музичке успехе је постигла крајем деведесетих година двадесетог века као главни вокал групе Дестинис чајлд, једном од најуспешнијих женских група свих времена. Са том групом, Ноулсова је продала више од 50 милиона копија албума, да би као соло извођач до сада продала више од 75 милиона албума.
Током хијатуса групе, Бијонсе дебитује у филмској индустрији са филмом Austin Powers in Goldmember (2002) и снима свој први соло албум Dangerously in Love (2003) који доспева на прво место Билбордове 200 листе. На албуму су се нашла и два број 1 сингла - Crazy in Love и Baby Boy. Након што је група распуштена 2006. године, Бијонсе снима свој други соло албум B'Day, на којем се нашао хит Irreplaceable и британски број 1 хитови Déjà Vu и Beautiful Liar. Бијонсе наставља своју глумачку каријеру са наредним филмовима -  The Pink Panther (2006), Dreamgirls (2006) и Obsessed (2009). Брак са репером Џеј-Зијем и улога Ете Џејмс у филму Cadillac Records (2008) инспирисали су њен трећи студијски албум I Am... Sasha Fierce (2008) на којем су се нашли британски број 1 сингл If I Were a Boy и амерички број 1 сингл Single Ladies (Put a Ring on It). Са овим албумом, Бијонсе је добила рекордних 6 Гремија на додели награда 2010. године.
Након што је преузела улогу свог менаџера 2010. године, Бијонсе издаје свој четврти албум под називом 4 (2011), инспирисан жанровима као што су фанк, поп и соул. Последња два соло албума Beyoncé (2013) и Lemonade (2016) учврстила су њен легендарни статус у музичкој индустрији. Албум Lemonade проглашен је за најпродаванији албум 2016. године. Тиме је Бијонсе постала први и једини извођач који је дебитовао на првом месту Билбордове 200 листе са својих првих 6 соло албума. Године 2018. Бијонсе и Џеј-Зи објављују свој први заједнички албум Everything Is Love, као група the Carters. Са дуетима/ремиксевима "Perfect Duet" (са Едом Шираном 2017. године) и "Savage Remix" (са Меган Ди Сталион 2020. године) заузима прво место на Билбордовој Хот 100 листи.
Бијонсе је један од најуспешнијих извођача свих времена, са преко 118 милиона продатих примерака. За свој успех 2000-их година Бијонсе је од Америчког удружења дискографских кућа (енгл. Recording Industry Association of America, RIAA) добила титулу Извођача са највише званичних сертификата, а од часописа Билборд титуле Топ радио извођач и Топ женски извођач деценије. Бијонсе је извођач са највише номинација у историји Греми награда (99) и други најнаграђиванији женски извођач са 32 награде. Она је такође и најнаграђиванији извођач на МТВ Видео музичким наградама (24), укључујући и најпрестижнију Мајкл Џексон Видео Авангардну награду. Године 2014. постала је најплаћенији афроамерички музичар икада, а амерички магазин Тајм уврстио ју је у своју листу "100 најутицајнијих људи у свету", две године заредом. Форбс ју је прогласио најмоћнијом женом шоубизниса 2015. и 2017. године. Године 2016. заузела је 6. место на Тајмовој листи "Личност године", а 2020. исти часопис ставио је на листу "100 жена које су обележиле прошли век". Енциклопедија Британика уврстила је Бијонсе у своју листу "100 жена" 2019. године за свој допринос забављачкој индустрији.

## Живот и каријера

### 1981-1996: Пре Дестинис Чајлд
Бијонсе Жизела Ноулс Картер рођена је у Хјустону, Тексас. Њен отац Метју Ноулс, радник у америчкој корпорацији Зирокс, био је њен менаџер све до 2010. године када је ту улогу Бијонсе преузела на себе. Њена мајка имала је свој фризерски салон, а такође је знала и да шије па је тако имала велики удео у Бијонсиној каријери шијући костиме групи Дестинис Чајлд. Бијонсе има млађу сестру Соланж која је такође успешна певачица у сфери алтернативне музике. Њен отац је афроамеричког порекла, док њена мајка потиче од Креолаца из Луизијане (афричко, француско и порекло староседелаца Америчког континента). Захваљујући својој мајци, Бијонсе је потомак акадског вође Јозефа Брузара. Завршила је основну школу St. Mary's Montessori у Хјустону, где је похађала часове плеса. Таленат за певање открила је њена инструкторка плеса Дарлет Џонсон. Бијонсе је своје интересовање за музиком развила већ са седам година након што је победила на школском такмичењу у певању, на коме је извела песму Imagine Џона Ленона, такмичећи се против десет година старијих такмичара. Године 1990. Бијонсе је уписала специјализовану музичку школу Parker Elementary School у Хјустону, у којој је била део школског хора. Касније је уписала средњу школу High School for the Performing and Visual Arts, а затим и Alief Elsik High School. Била је члан хора и солиста локалне цркве, две године.Велики утицај на њен укус за музику и моду је имао њен ујак Џони.
Када ја имала осам година, заједно са својим другарицама из детињства, Кели Роуланд и ЛаТавијом Роберсон отишла је на аудицију за женске групе. Заједно са још три кандидаткиње, оформиле су групу Грлс Тајм (Girl's Tyme). Након што је РнБ музички продуцент Арн Фрагер чуо групу, довео их је у свој студио, а затим и предложио за музичко такмичење Star Search, највеће музичко такмичење у то време. Група ипак није успела да освоји прво место, а Бијонсе је касније изјавила да песма коју су изводиле није била довољно добра. Године 1995. Бијонсин отац напушта свој посао како би се оформио групу коју би чиниле Бијонсе, Кели и ЛаТавија. Група је неко време наступала као предгрупа већ постојећим РнБ групама у региону. Те године група је променила две издавачке куће, Електра Рекордс и Атланта Рекордс, али ниједна сарадња није била довољно успешна. 5. октобра 1996. године, Двејн Вигинс потписао је уговор са групом и те године су почеле да снимају свој први дебитантски албум у сарадњи са издавачким кућама Сони Мјузик и Коламбија Рекордс.

### 1997-2002: Дестинис Чајлд
Група је променила назив у Дестинис Чајлд 1996. године по Књизи пророка Исаије. Године 1997. Дестинис Чајлд издају своју дебитантску песму "Killing Time", за потребе филма "Људи у црном" (1997). У новембру исте године, група објављује и свој први сингл и велики хит "No, No, No". Фебруара наредне године, Дестинис Чајлд објављују свој дебитантски албум Destiny's Child чиме потврђују свој положај на музичкој сцени и добијају три Soul Train Lady of Soul Awards награде за Најбољи РнБ/Соул албум године, Најбољег РнБ/Соул или Реп новог извођача и Најбољи РнБ/Соул сингл за "No, No, No". Група објављује свој други мулти-платинасти албум The Writing's on the Wall 1999. године. На албуму су се нашле неке од данас најпознатијих песама групе, као што су "Bills, Bills, Bills", први број један сингл "Jumpin' Jumpin'" и "Say My Name", песма која је постала њихова најуспешнија до тада и остала њихова "лична карта". Песма је освојила две Греми награде на 43. додели награда Греми за Најбољи РнБ перформанс дуа или групе и Најбољу РнБ песму. Album The Writing's on the Wall продат је у преко 18 милиона примерака широм света. У међувремену, Бијонсе снима песму "After All Is Said and Done" са Марком Нелсоном, чланом групе Boyz II Men, за потребе филма "The Best Man" (1999).
Чланице групе ЛаТоја Лакет и Роберсон нису биле задовољне Метјуовим вођењем групе због чега су је и напустиле, а на њихово место дошле су Фара Френклин и Мишел Вилијамс. Бијонсе је након одласка чланица групе упала у депресију јер се нашла на мети медија, блогова и критика који су је кривили за њихов одлазак из групе. Бијонсе је неколико година патила од депресија, често одбијајући да једе и излази из собе. Дуго је крила од јавности свој проблем са депресијом јер је група тек добила свој први Греми и сматрала је да је јавност не би схватила озбиљно. Фара је убрзо након тога напустила групу, а Дестинис Чајлд су остале у својој препознатљивој поставци са Бијонсе, Кели Роуланд и Мишел Вилијамс.
Године 2000. Дестинис Чајлд снимају "Independent Women Part I", као део музике из филма Чарлијеви анђели (2000). Песма се нашла на врху Билбордове Хот 100 листе рекордних 11 узастопних недеља. Почетком 2001. године, група завршава свој трећи албум, а Бијонсе прихвата улогу МТВ-јевом филму "Carmen: A Hip Hopera" (2001). Радња филма одиграва се у тадашње време у Филаделфији и представља филмску верзију познате опере Кармен Жоржа Бизеа. Када је трећи студијски албум Survivor објављен у мају 2001. године, бивше чланице Лакет и Роберсон поднеле су тужбу, наводећи да су песме биле намењене њима. Албум је дебитовао на првом месту Билбордове 200 листе, са продатих 663,000 примерака у првој недељи. На албуму су се нашле број један песме "Bootylicious" и "Survivor", за коју су добиле Греми за Најбољи РнБ перформанс дуа или групе. Након објављивања албума 8 Days of Christmas октобра 2001. године, група најављује хијатус како би се свака чланица фокусирала на своју соло каријеру.
У јулу 2002. године, Бијонсе снима свој први биоскопски филм "Austin Powers in Goldmember" (2002), глумећи заједно са комичарем и глумцем Мајком Мајерсом. Филм је првог викенда заузео прво место са зарадом од 73 милиона долара. За потребе филма, Бијонсе је снимила своју прву соло песму  "Work It Out", која је ушла у топ 10 на званичним топ листама Уједињеног Краљевства, Норвешке и Белгије. 2003. године, Бијонсе глуми у комичном мјузиклу "The Fighting Temptations" (2003), који је добио помешане критике, али зарадио преко 30 милиона долара.

### 2003-2005:Dangerously in LoveиDestiny Fulfilled
Октобра 2002. године, Бијонсе са Џеј-Зијем објављује своју прву независну песму у соло каријери “'03 Bonnie & Clyde" која заузима четврто место на Билбордовој Хот 100 листи. 14. јуна 2003. премијерно изводи песме са, још необјављеног, првог студијског албума Dangerously in Love (2003) на свом првом концерту у соло каријери и телевизијском специјалу “Ford Presents Beyoncé Knowles, Friends & Family, Live From Ford's 100th Anniversary Celebration in Dearborn, Michigan.” Свој први албум објављује 24. јуна 2003. године, након што су и Кели и Мишел објавиле своје прве соло пројекте. Албум је дебитовао на првом месту Билбордове 200 листе са 317,000 продатих примерака у првој недељи, а до сада је продат у преко 16 милиона примерака широм света. Водећи сингл албума Crazy in Love, у сарадњи са Џеј-Зијем постао је Бијонсин први број један сингл у соло каријери и остао на врху топ листе 8 узастопних недеља. Сингл Baby Boy такође је заузео прво место на Билбордовој Хот 100 листи и остао на врху наредних 9 недеља, а синглови Me, Myself and I и Naughty Girl ушли су у топ 5.. Албум је освојио,тада рекордних, 5 Гремија ја 46. додели Греми награда: Најбољи савремени Рнб албум, Најбољи женски вокални РнБ перформанс за Dangerously in Love 2, Најбоља РнВ песма и Најбоља реп/вокална сарадња за Crazy in Love и Најбољи РнВ перформанс дуа или групе за The Closer I Get to You, са Лутером Вандросом. Током церемоније додела награда, Бијонсе је наступила са Принсом
У новембру 2003. Бијонсе је започела своју европску турнеју под називом Dangerously in Love Tour, а затим наставила са Алишом Киз и Миси Елијот турнеју по Северној Америци, под називом Verizon Ladies First Tour. 1. фебруара 2004. године, Бијонсе пева Националну химну на 38. Супербоулу, одржаном на НРГ стадиону у Хјустону, Тексас. Након свој првог албума, Бијонсе је планирала да избаци додатни албум са преосталим песмама, али је одустала од те идеје како би се фокусирала на завршавање последњег албума групе Дестинис Чајлд, под називом Destiny Fulfilled. Албум је објављен 15. новембра 2004. године и дебитовао на другом месту Билбордове 200 листе. На албуму су се нашли топ 5 синглови Lose My Breath и Soldier. Албум су промовисале кроз светску турнеју Destiny Fulfilled... and Lovin' It, коју је спонзорисао МекДоналдс. 11. јуна 2005. године, на концерту у Барселони, Кели Роуланд објавила је да ће се група разићи након северноамеричког дела турнеје. 25. октобра 2005. Дестинис Чајлд издаје компилацију својих број један хитова и добија своју звезду на Холивудској стази славних. Група је до сада продала преко 60 милиона примерака широм света.

## Дискографија
| Соло студијски албуми - (2003) - (2006) - (2008) - 4 (2011) - (2013) - (2016) - (2022) - (2024) | Са групом - (1998) - (1999) - (2001) - (2001) - (2004) Са групом - (2018) Саундтрек-албуми - (2019) |

## Филмографија
| Улоге Бијонсе |                          |                              |                 |          |
| Година        | Српски назив             | Изворни назив                | Улога           | Напомена |
| 2001.         |                          | Carmen: A Hip Hopera         |                 |          |
| 2002.         | Остин Пауерс: Голдмембер | Austin Powers in Goldmember  | Фокси Клеопатра |          |
| 2003.         |                          | The Fighting Temptations     |                 |          |
| 2006.         | Пинк Пантер              | The Pink Panther             | Занија          |          |
| 2006.         |                          | Dreamgirls                   |                 |          |
| 2008.         |                          | Cadillac Records             |                 |          |
| 2009.         |                          | Wow! Wow! Wubbzy!: Wubb Idol |                 |          |
| 2009.         | Опседнута                | Obsessed                     |                 |          |
| 2013.         |                          | Life Is But a Dream          |                 |          |
| 2013.         | Чувари тајног краљевства | Epic                         |                 |          |
| 2019.         | Краљ лавова              | The Lion King                | Нала            | глас     |
| 2024.         | Муфаса: Краљ лавова      | Mufasa: The Lion King        | Нала            | глас     |

### Видеографија
| Спот                   | Година | Режисер                              |
| ---------------------- | ------ | ------------------------------------ |
| I Got That             | 2000   | Дарен Грант,Џеј Зи                   |
| Work It Out            | 2002   | Метју Ролстон                        |
| Bonnie And Clyde       | 2002   | Крис Робинсон                        |
| Crazy In Love          | 2003   | Џејк Нава                            |
| Fighting Temptation    | 2003   | Анти Јокинен                         |
| Baby Boy               | 2003   | Џејк Нава                            |
| Me, Myself and I       | 2003   | Јохан Ренк                           |
| Naughty Girl           | 2004   | Џејк Нава                            |
| Check on It            | 2005   | Хјуп Вилијамс                        |
| Déjà Vu                | 2006   | Софи Мулер                           |
| Ring the Alarm         | 2006   | Софи Мулер                           |
| Irreplaceable          | 2006   | Ентони Мандлер                       |
| Listen                 | 2006   | Дајан Мартел                         |
| Beautiful Liar         | 2007   | Џејк Нава                            |
| Upgrade U              | 2007   | Мелина Мацукас                       |
| Kitty Kat              | 2007   | Мелина Мацукас                       |
| Green Light            | 2007   | Мелина Мацукас                       |
| Flaws and All          | 2007   | Бијонсе,Клиф Ватс                    |
| Get Me Bodied          | 2007   | Ентони Мандлер                       |
| Freakum Dress          | 2007   | Реј Кеј                              |
| Suga Mama              | 2007   | Мелина Мацукас                       |
| If I Were a Boy        | 2008   | Џејк Нава                            |
| Single Ladies          | 2008   | Џејк Нава                            |
| Diva                   | 2008   | Мелина Мацукас                       |
| Halo                   | 2008   | Филип Анделман                       |
| Ego                    | 2009   | Бијонсе,Френк Гатсон                 |
| Broken-Hearted Girl    | 2009   | Софи Мулер                           |
| Sweet Dreams           | 2009   | Адриа Пети                           |
| Video Phone            | 2009   | Хјуп Вилијамс                        |
| Telephone              | 2010   | Џонас Акерлунд                       |
| Why Don't You Love Me  | 2010   | Бијонсе, Мелина Мацукас              |
| Run the World (Girls)  | 2011   | Френсис Лавренс                      |
| Best Thing I Never Had | 2011   | Дајан Мартел                         |
| 1+1                    | 2011   | Бијонсе,Лоран Брит,Ед Бурк           |
| Countdown              | 2011   | Бијонсе,Адриа Пети                   |
| Love on Top            | 2011   | Бијонсе,Ед Бурк                      |
| Party                  | 2011   | Бијонсе,Алан Фергусон                |
| Dance for You          | 2011   | Бијонсе,Алан Фергусон                |
| Pretty Hurts           | 2013   | Мелина Мацукас                       |
| Ghost                  | 2013   | Пјер Дебушер                         |
| Haunted                | 2013   | Џонас Акерлунд                       |
| Drunk In Love          | 2013   | Хјуп Вилијамс                        |
| Blow                   | 2013   | Хјуп Вилијамс                        |
| No Angel               | 2013   | —                                    |
| Yoncé                  | 2013   | Рики Саиз                            |
| Partition              | 2013   | Џејк Нава                            |
| Jealous                | 2013   | Бијонсе,Франческо Карозини,Тод Турзо |
| Rocket                 | 2013   | Бијонсе,Ед Бурк,Бил Кирстин          |
| Mine                   | 2013   | Пјер Дебушер                         |
| XO                     | 2013   | Тери Ричардсон                       |
| Flawless               | 2013   | Џејк Нава                            |
| Superpower             | 2013   | Џонас Акерлунд                       |
| Heaven                 | 2013   | Бијонсе,Тод Турзо                    |
| Blue                   | 2013   | Бијонсе,Ед Бурк,Бил Кирстин          |
| Grown Woman            | 2013   | Џејк Нава                            |
| Say Yes                | 2014   | Метју А. Шери                        |
| Feeling Myself         | 2015   | Тод Турзо                            |
| Hymn for the Weekend   | 2016   | Бен Мор                              |
| Formation              | 2016   | Мелина Мацукас                       |
| Sorry                  | 2016   | Бијонсе, Кахлил Џозеф                |
| Hold Up                | 2016   | Бијонсе, Кахлил Џозеф                |
| All Night              | 2016   | Мелина Мацукас                       |
| Sandcastles            | 2016   | Марк Романек                         |
| Love Drought           | 2016   | Кахлил Џозеф                         |
| Apes**t                | 2018   | Рики Саиз                            |
| Spirit                 | 2019   | Џејк Нава                            |
| Already                | 2020   | Бијонсе                              |
| Brown Skin Girl        | 2020   |                                      |
| Water                  | 2020   |                                      |
| My Power               | 2020   |                                      |
| Brown Skin Girl        | 2020   |                                      |
| Otherside              | 2020   |                                      |
| Find Your Way          | 2020   |                                      |
| Mood 4 Eva             | 2020   |                                      |

Са Дестинис Чајлд
| Спот                            | Година | Режисер         |
| ------------------------------- | ------ | --------------- |
| No, No, No Part I               | 1997   | Дарен Грант     |
| No, No, No Part II              | 1997   | Дарен Грант     |
| With Me Part I                  | 1998   | Дарен Грант     |
| Get on the Bus                  | 1998   | Earle Sebastian |
| Bills, Bills, Bills             | 1999   | Дарен Грант     |
| Bug a Boo                       | 1999   | Дарен Грант     |
| Say My Name                     | 2000   | Џозеф Кан       |
| Jumpin', Jumpin                 | 2000   | Џозеф Кан       |
| Independent Women               | 2000   | Френцис Лавренс |
| Survivor                        | 2001   | Дарен Грант     |
| Bootylicious                    | 2001   | Метју Ролстон   |
| Bootylicious [Rockwilder Remix] | 2001   | Little X        |
| Emotion                         | 2001   | Френцис Лавренс |
| 8 Days of Christmas             | 2001   | Сана Хамри      |
| Nasty Girl                      | 2002   | Сана Хамри      |
| Lose My Breath                  | 2004   | Марк Класфелд   |
| Soldier                         | 2004   | Реј Кеј         |
| Rudolph the Red-Nosed Reindeer  | 2004   | Џеси Росенсвит  |
| Girl                            | 2005   | Брајан Бербер   |
| Cater 2 U                       | 2005   | Џејк Нава       |
| Stand Up for Love               | 2005   | Метју Ролстон   |